# Jean-Baptiste Daranatz
Jean Baptiste Daranatz, né le 26 avril 1870 à Espelette, où il est mort le 29 décembre 1945, est un chanoine et historien de Bayonne.  

## Biographie
Il publie différents travaux dans la Revue internationale d'études basques et dans Gure Herria. Entre 1910 et 1928, il publie le manuscrit du chanoine Veillet, Recherches sur la ville et l'église de Bayonne, en trois volumes. il est l'auteur de différents ouvrages en lien avec le Pays basque, comme L'église de Bayonne publié en 1924 ou Les curiosités du Pays basque publié en 1927.

## Œuvres
- Le P. Clément d'Ascain. 1696-1781, Bayonne, A. Foltzer, 1921[2]
- L'Eglise de Bayonne, Bayonne, Lasserre, 1924[3]
- Curiosités du Pays basque, Bayonne, Lasserre, 1927, prix Charles Blanc de l’Académie française[4]